# Titularbistum Turuda
Turuda ist ein Titularbistum der römisch-katholischen Kirche.
Es geht zurück auf ein früheres Bistum in der römischen Provinz Africa in der Sahelregion des heutigen Tunesien.
| Titularbischöfe von Turuda |                         |                                             |                 |               |
| Nr.                        | Name                    | Amt                                         | von             | bis           |
| 1                          | Sigitas Tamkevičius SJ  | Weihbischof in Kaunas (Litauen)             | 8. Mai 1991     | 4. Mai 1996   |
| 2                          | Eugenio Romero Pose     | Weihbischof in Madrid (Spanien)             | 7. März 1997    | 25. März 2007 |
| 3                          | Anthony Ademu Adaji MSP | Weihbischof in Idah (Nigeria)               | 28. Juni 2007   | 1. Juni 2009  |
| 4                          | Woldeghiorghis Mathewos | Apostolischer Vikar von Hosanna (Äthiopien) | 20. Januar 2010 |               |